# Motins do Sertão do Rio São Francisco
Os motins do sertão do Rio São Francisco foram uma série de levantes ocorridos na região noroeste da capitania de Minas Gerais.
A região denominada Sertão do São Francisco compreende os arraiais de São Romão, Manga, Brejo do Amparo ou do Salgado, Capela das Almas, Japoré (atualmente distrito de Nhandutiba, município de Manga), Barra do Rio das Velhas, Montes Claros e outros aglomerados menores, pertencentes à comarca do Rio das Velhas, com sede em Sabará.. 
A principal motivação da sedição de 1736 foram contra modificações introduzidas pela coroa no sistema de cobrança de impostos da região, passando os moradores do sertão a recolherem uma certa quantidade de ouro por pessoa, incluindo escravos. Até então, os mineradores pagavam o quinto e, por não ser área mineradora, os sertanejos sempre haviam sido isentos deste imposto e recolhiam apenas os dízimos e as contagens, pagas nas passagens, as alfândegas da época. O primeiro motim eclodiu em 22 de março de 1736, no Arraial de Capela das Almas, quando os moradores, liderados por Antônio Tinoco de Barcelos, expulsaram o Ouvidor da localidade após suspeitarem que ele estava na região com a intenção de cobrar o imposto. Em princípios de maio eclode o segundo no sítio de Montes Claros, junto ao Rio Verde. Posteriormente, em julho, levanta-se o Arraial de São Romão. Os tumultos foram controlados ainda em 1736.
Os rebeldes iniciaram expulsando os encarregados da cobrança de impostos da região. Conforme relatado por Maria da Glória Caxito em "De Vila Risonha a São Romão: História, Tradições e Lendas", após a conquista inicial, os insurgentes, motivados pela vitória, planejavam fomentar a rebelião em todo o Sertão do São Francisco e avançar em direção a Vila Rica, com o objetivo de depor o governador interino Matinho de Mendonça Pino e Proença. No entanto, após o ataque à cidade de São Romão, o principal porto do Velho Chico em solo mineiro, seguiu-se uma marcha violenta, caracterizada pelo saque de fazendas e vilas.